# Club de hombres gordos
Los clubes de hombres gordos fueron un tipo de club social que tuvo su mayor auge entre finales del siglo XIX y principios del XX, principalmente en los Estados Unidos. La membresía generalmente requería un peso superior a 91 kg (200 libras), y sus miembros solían ser adinerados. La popularidad de estos clubes disminuyó en el siglo XX, cuando la obesidad masculina comenzó a considerarse un rasgo mayormente negativo.

## Descripción
Los clubes de hombres gordos generalmente requerían que los nuevos miembros pesaran más de 91 kg y pagaran una cuota de membresía. Estos clubes, cuyos miembros eran usualmente adinerados, organizaban eventos sociales variados, como bailes, competencias deportivas y banquetes. Estos encuentros también servían como oportunidades de networking para los participantes.
Los eventos en los clubes de hombres gordos generalmente arrancaban con un pesaje público, donde se premiaba a los miembros más pesados. La competencia en estos pesajes era tan intensa que algunos participantes recurrían a hacer trampa, colocando pesas en sus bolsillos para aumentar su peso.Además, muchos clubes organizaban concursos de comida antes del pesaje oficial.

## Historia

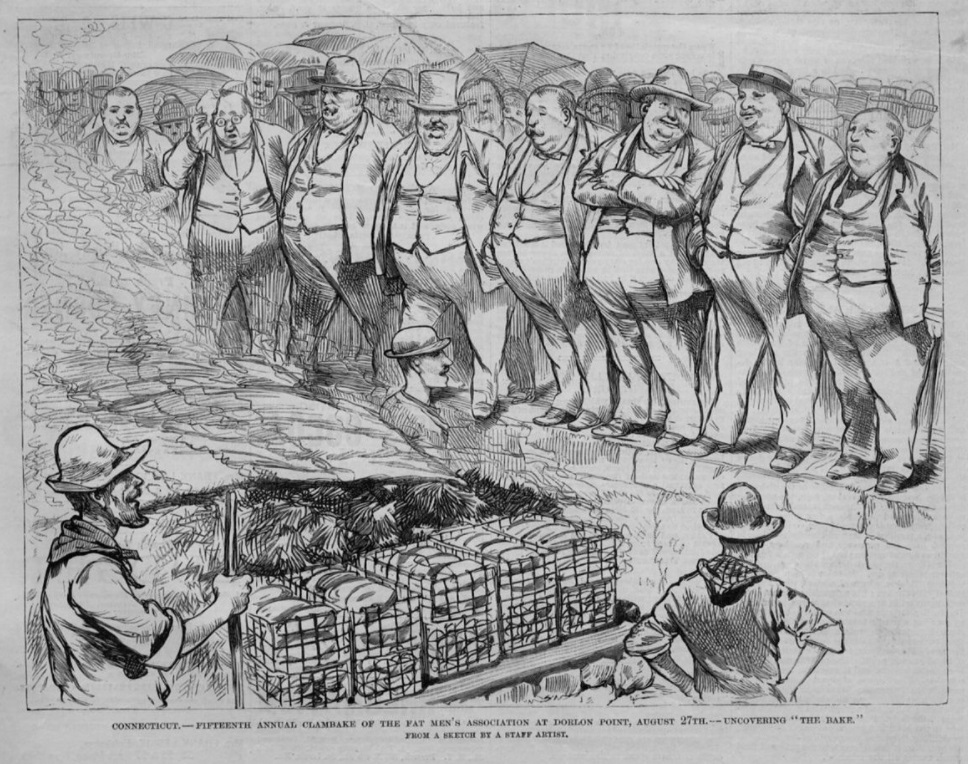
Grabado de la edición de agosto de 1884 del periódico Frank Leslie Illustrated Newspaper que muestra una reunión de la Asociación de Hombres Gordos en Connecticut.

Los clubes de hombres gordos fueron más prominentes durante una época en la que las actitudes sociales hacia la obesidad masculina eran en gran medida positivas: el sobrepeso se consideraba un signo de éxito económico y también se pensaba que se correspondía con la amabilidad y el buen humor.El primer club de hombres gordos se fundó en la ciudad de Nueva York en 1869.
También existían algunos clubes de mujeres gordas, pero eran mucho menos comunes, ya que la gordura se consideraba menos deseable en las mujeres. Los clubes de mujeres gordas al estilo de los clubes de hombres gordos eran superados en número por los clubes de mujeres para adelgazar, incluso en el auge de la moda.
Los clubes de hombres gordos eran populares en todo Estados Unidos, y eran particularmente comunes en el estado de Texas.También se iniciaron clubes de hombres gordos en Francia, Yugoslavia y el Reino Unido.
A principios del siglo XX, la popularidad de los clubes de hombres gordos disminuyó a medida que la obesidad se asociaba cada vez más con la mala salud, y los propios clubes de hombres gordos se ganaron el desprecio a medida que los periódicos pasaron de celebrar sus banquetes a denunciarlos como un consumo ostentoso y grotesco.El New England Fat Men's Club, que en un momento tuvo 10.000 miembros, se disolvió en 1924 con solo 38 miembros, ninguno de los cuales cumplía realmente el requisito estándar de 91 kg para ser miembro.La llegada de la báscula de baño también contribuyó a la decadencia de los clubes de hombres gordos, ya que la medición del peso pasó de ser un espectáculo público a un ejercicio que se realizaba en la privacidad del propio hogar.